# Eyvind Bastholm
Eyvind Børge Martin Marius Bastholm (* 26. August 1904 in Kopenhagen; † 27. Juni 1989) war ein dänischer Medizinhistoriker.
Bastholm studierte bis 1932 Medizin, 1950 wurde er promoviert. Er war mit Edith Bastholm (1905–1972) verheiratet. Seine Tochter ist die Schauspielerin Lone Bastholm.

## Werke
- Sygdomme i Danmarks Middelalder. Nordisk, Kopenhagen 1942.
- Geschichte der Muskelphysiologie: Von den Naturphilosophen bis Albrecht von Haller, 1950 (Dissertation)[2]